# Терпіннівська волость
Терпіннівська волость — адміністративно-територіальна одиниця Мелітопольського повіту Таврійської губернії.
Станом на 1886 рік — складалася з 13 поселень, 10 сільських громад. Населення — 17325 осіб (8633 чоловічої статі та 8692 — жіночої), 2306 дворових господарств.
|                     | Площа, десятин | У тому числі орної, десятин |
| ------------------- | -------------- | --------------------------- |
| Сільських громад    | 50900          | 35416                       |
| Приватної власності | 604            | —                           |
| Казенної власності  | 2593           | 1297                        |
| Іншої власності     | 942            | 804                         |
| Загалом             | 55046          | 37517                       |

Поселення волості:
- Терпіння — село при річці Молочна за 15 верст від повітового міста, 2548 осіб, 354 двори, православна церква, 3 школи, 5 лавок, 2 ярмарки: 24 лютого та 23 листопада. За 16 верст — пороховий склад.
- Богданівка — село при річці Молочна, 1887 осіб, 265 дворів, православна церква, 2 школи, 2 лавки.
- Кизияр — село при річці Молочна, передмістя Мелітополя, 1922 осіб, 236 дворів, школа.
- Ново-Миколаївка (Шульгівка) — село при балці Тощенок, 2227 осіб, 307 дворів, православна церква, школа, 3 лавки.
- Піщане — село при річці Молочна, передмістя Мелітополя, 1907 осіб, 233 двори, школа.
- Семенівка — село при річці Молочна, 1658 осіб, 224 двори, православна церква, школа, лавка.
- Спаське (Дубове) — село при колодязях Дубовому та Гасановому, 1264 особи, 159 дворів, православна церква, школа, лавка.
- Троїцьке — село при річці Молочна, 1836 осіб, 249 дворів, православна церква, школа, базар по понеділках.
- Федорівка — село при балці Глибокій, 1223 особи, 148 дворів, православна церква, залізнична станція Федорівка.